# Owen (Landschaftsschutzgebiet)
Owen [ˈaʊ̯ən] ist ein Landschaftsschutzgebiet im Landkreis Esslingen in Baden-Württemberg.  

## Lage und Beschreibung
Das rund 567 Hektar große Landschaftsschutzgebiet besteht aus zwei Teilgebieten. Es umfasst den westlichen Markungsteil von Owen zwischen den Markungsgrenzen Dettingen unter Teck und Beuren, der Grenze des Landschaftsschutzgebietes Erkenbrechtsweiler-Berghalbinsel und der Markungsgrenze Unterlenningen-Brucken sowie der gesamte zur Markung Owen gehörenden Teil des Teckberges und entstand durch Verordnung des Landratsamts Esslingen vom 5. Juni 1974. Mit Verordnung vom 9. November 1999 wurde das Gebiet im Zusammenhang mit der Ausweisung des Naturschutzgebiets Teck um 105 Hektar verkleinert. Gleichzeitig traten die Verordnungen des ehemaligen Landratsamtes Nürtingen zum Schutze der Landschaftsteile und Landschaftsbestandteile im Landkreis Nürtingen vom 22. Oktober 1942 und zum Schutze des Landschaftsteils Tiefenbachtal vom 16. Oktober 1940 insoweit außer Kraft, als sie den Geltungsbereich der neuen Schutzgebietsverordnung betrafen. Es gehört zum Naturraum 101-Mittleres Albvorland innerhalb der naturräumlichen Haupteinheit 10-Schwäbisches Keuper-Lias-Land.

## Schutzzweck
Wesentlicher Schutzzweck ist der Erhalt der wertvollen, reich strukturierten Streuobstwiesen und ihre wertvollen Zusatzstrukturen, die für den Naturhaushalt des Albvorlandes von übergeordneter Bedeutung sind. Insbesondere der Erhalt der wertvollen Zusatzstrukturen, wie Hangkanten, Gras- und Schotterwege, Trockenmauern, magere und trockene Raine, Brachen und kleine ungenutzte Teilflächen, Hecken, Feldgehölze, naturnahe Wälder und Waldränder sowie feuchte Quellbereiche, stellen einen wichtigen Schutzzweck dar. Außerdem ist wichtiger Schutzzweck der Erhalt der Landschaft als Naherholungsgebiet am Rand des Ballungsgebiets mittlerer Neckarraum.